# 万永祥
万永祥（1944年1月—），河南平舆人，中华人民共和国政治人物、外交官，1965年5月加入中国共产党。

## 生平
1965年，毕业于郑州大学，进入中华人民共和国外交部工作，赴外交学院学习。1967年起，先后在外交部新闻司、驻马里大使馆、外交部非洲司、外交部干部司任职。1984年9月，任外交部干部司副司长。1987年7月，升任外交部干部司司长。1989年，任外交部部长助理。1992年5月，出任中华人民共和国驻捷克和斯洛伐克大使。1993年，任中共外交部纪律检查委员会书记、部党委委员、中央保密委员会委员。1997年4月，出任中华人民共和国驻朝鲜大使。2000年5月，出任中华人民共和国驻巴西大使。2002年9月，任外交部駐澳門特別行政區特派員。2008年5月，卸任特派员一职。

## 家庭
已婚，有二子。